# Porssjön (Östads socken, Västergötland)
Porssjön är en sjö i Lerums kommun i Västergötland och ingår i Göta älvs huvudavrinningsområde. Sjön är 7,3 meter djup, har en yta på 0,0596 kvadratkilometer och befinner sig 108,4 meter över havet.

## Delavrinningsområde
Porssjön ingår i det delavrinningsområde (643017-129487) som SMHI kallar för Mynnar i Mjörn. Medelhöjden är 118 meter över havet och ytan är 19,61 kvadratkilometer. Det finns inga avrinningsområden uppströms utan avrinningsområdet är högsta punkten. Vattendraget som avvattnar avrinningsområdet har biflödesordning 3, vilket innebär att vattnet flödar genom totalt 3 vattendrag innan det når havet efter 54 kilometer. Avrinningsområdet består mestadels av skog (75 %) och jordbruk (12 %). Avrinningsområdet har 1,24 kvadratkilometer vattenytor vilket ger det en sjöprocent på 6,3 %.